# Ϙ
Qoppa (Ϙ ϙ) es una letra obsoleta del alfabeto griego que tenía un valor numérico de 90 y cuya transcripción latina era Q. Posteriormente fue sustituida por kappa.
Qoppa es el origen de la letra del alfabeto latino representada con un glifo similar: Q.

## Historia
Cuando los pueblos griegos tomaron en el siglo VIII a. C. las letras fenicias para crear sus alfabetos (existieron en efecto numerosas modificaciones del alfabeto griego antes de que el modelo jonio de Mileto se impusiera en Atenas hacia el 403 a. C.), se sirvieron de la letra  qōf (nombre reconstruido, no atestiguado, como los de las restantes letras fenicias) para transcribir el alófono /ḵ/ del fonema /k/, sonido que, a oídos griegos, era el más próximo al valor fenicio de la letra: /q/.

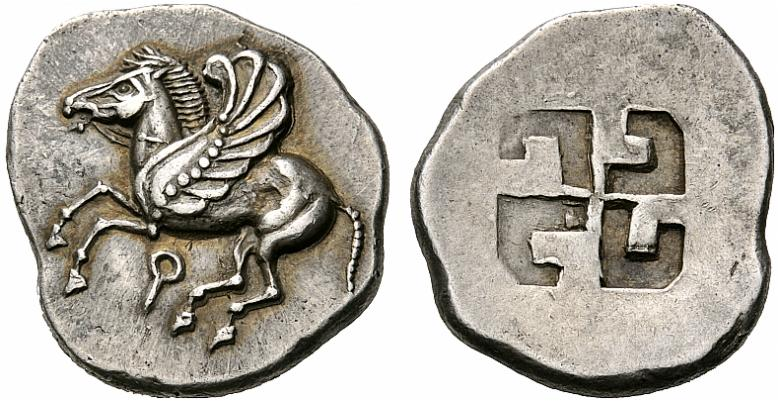
Estatero de Corinto, marcado con una qoppa bajo Pegaso

La qoppa fue usada como símbolo para la ciudad de Corinto, que tenía la temprana grafía de Ϙόρινθοϻ. La qoppa es también la fuente del número arcaico cirílico koppa (Ҁ).

### Variantes epigráficas
En las fuentes epigráficas arcaicas aparecen las siguientes variantes:

## Uso

### Qoppa numérica
Hoy en día se utiliza el glifo alternativo, la qoppa numérica (ϟ), para representar la cifra equivalente a 90 (ϟʹ).

## Unicode
Qoppa aparece en su forma antigua y como numeral, sin embargo algunas tipografías pueden presentarlas de forma equivocada.
| Carácter      | Ϟ                  | Ϟ                  | ϟ                        | ϟ                        | Ϙ                          | Ϙ                          | ϙ                                | ϙ                                |
| ------------- | ------------------ | ------------------ | ------------------------ | ------------------------ | -------------------------- | -------------------------- | -------------------------------- | -------------------------------- |
| Unicode       | GREEK LETTER KOPPA | GREEK LETTER KOPPA | GREEK SMALL LETTER KOPPA | GREEK SMALL LETTER KOPPA | GREEK LETTER ARCHAIC KOPPA | GREEK LETTER ARCHAIC KOPPA | GREEK SMALL LETTER ARCHAIC KOPPA | GREEK SMALL LETTER ARCHAIC KOPPA |
| Codificación  | decimal            | hex                | decimal                  | hex                      | decimal                    | hex                        | decimal                          | hex                              |
| Unicode       | 990                | U+03DE             | 991                      | U+03DF                   | 984                        | U+03D8                     | 985                              | U+03D9                           |
| UTF-8         | 207 158            | CF 9E              | 207 159                  | CF 9F                    | 207 152                    | CF 98                      | 207 153                          | CF 99                            |
| Ref. numérica | &#990;             | &#x3DE;            | &#991;                   | &#x3DF;                  | &#984;                     | &#x3D8;                    | &#985;                           | &#x3D9;                          |